# Skratt i paradiset
Skratt i paradiset (engelska: Laughter in Paradise) är en brittisk komedifilm från 1951 i regi av Mario Zampi.

## Handling
Henry Russell testamenterar £50.000 var till sina fyra efterlevande släktingar - om de först utför en för dem förödmjukande uppgift.

## Rollista i urval
- Alastair Sim - Deniston Russell
- Fay Compton - Agnes Russell
- Guy Middleton - Simon Russell
- George Cole - Herbert Russell
- Hugh Griffith -  Henry Russell
- Beatrice Campbell - Lucille Grayson
- Joyce Grenfell - Elizabeth Robson
- Anthony Steel - Roger Godfrey
- John Laurie - Gordon Webb
- Veronica Hurst -  Joan Webb
- Eleanor Summerfield - Sheila Wilcott
- Ronald Adam - bankdirektören
- Ernest Thesiger - Erdicott
- Audrey Hepburn - cigarettflicka
- Colin Gordon -  polis